# Euthalia cosana
Euthalia cosana är en fjärilsart som beskrevs av Hans Fruhstorfer 1913. Euthalia cosana ingår i släktet Euthalia och familjen praktfjärilar. Inga underarter finns listade i Catalogue of Life.